# Reformierte Kirche Gachnang

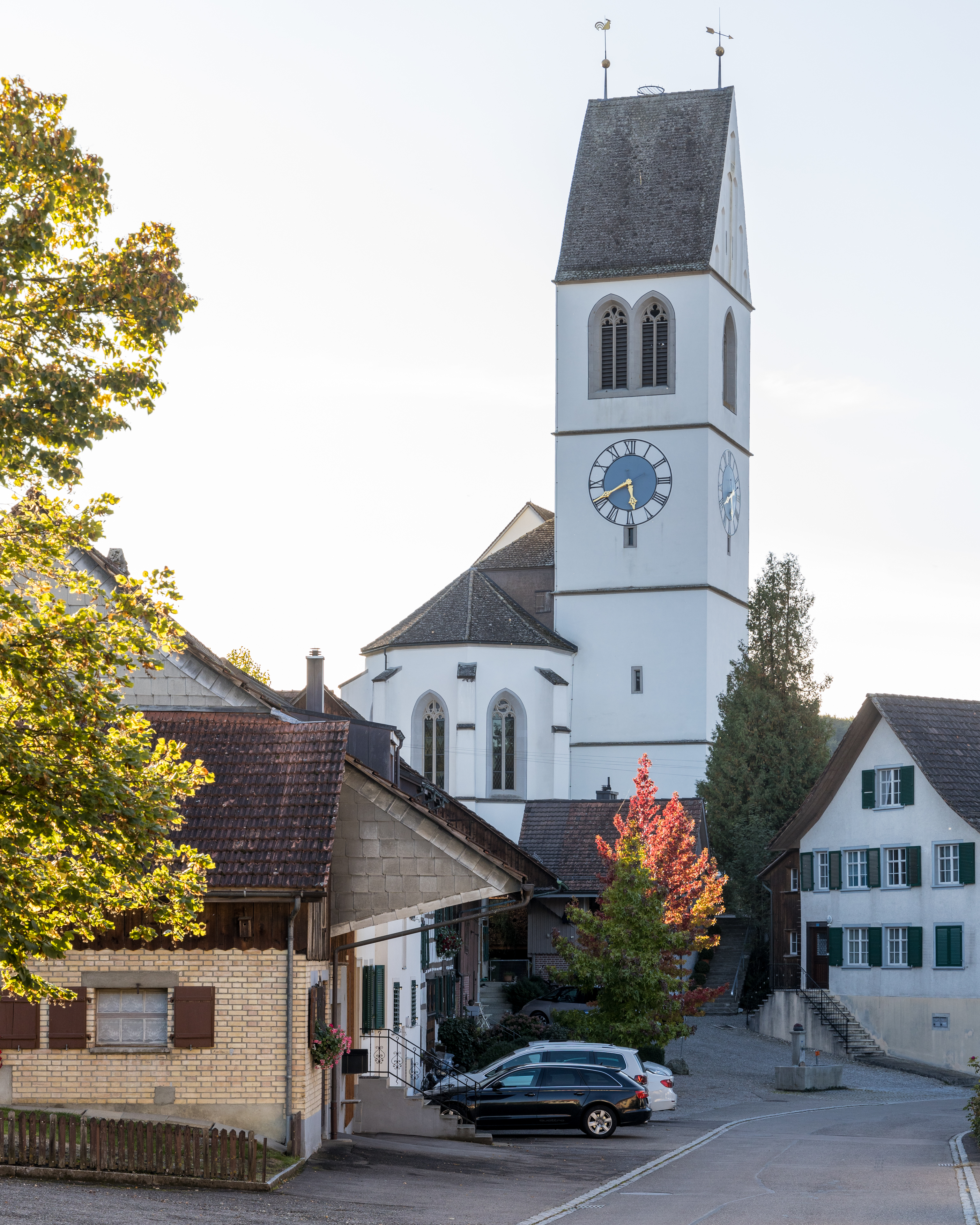
Evangelisch-reformierte Kirche "St. Pankratius"

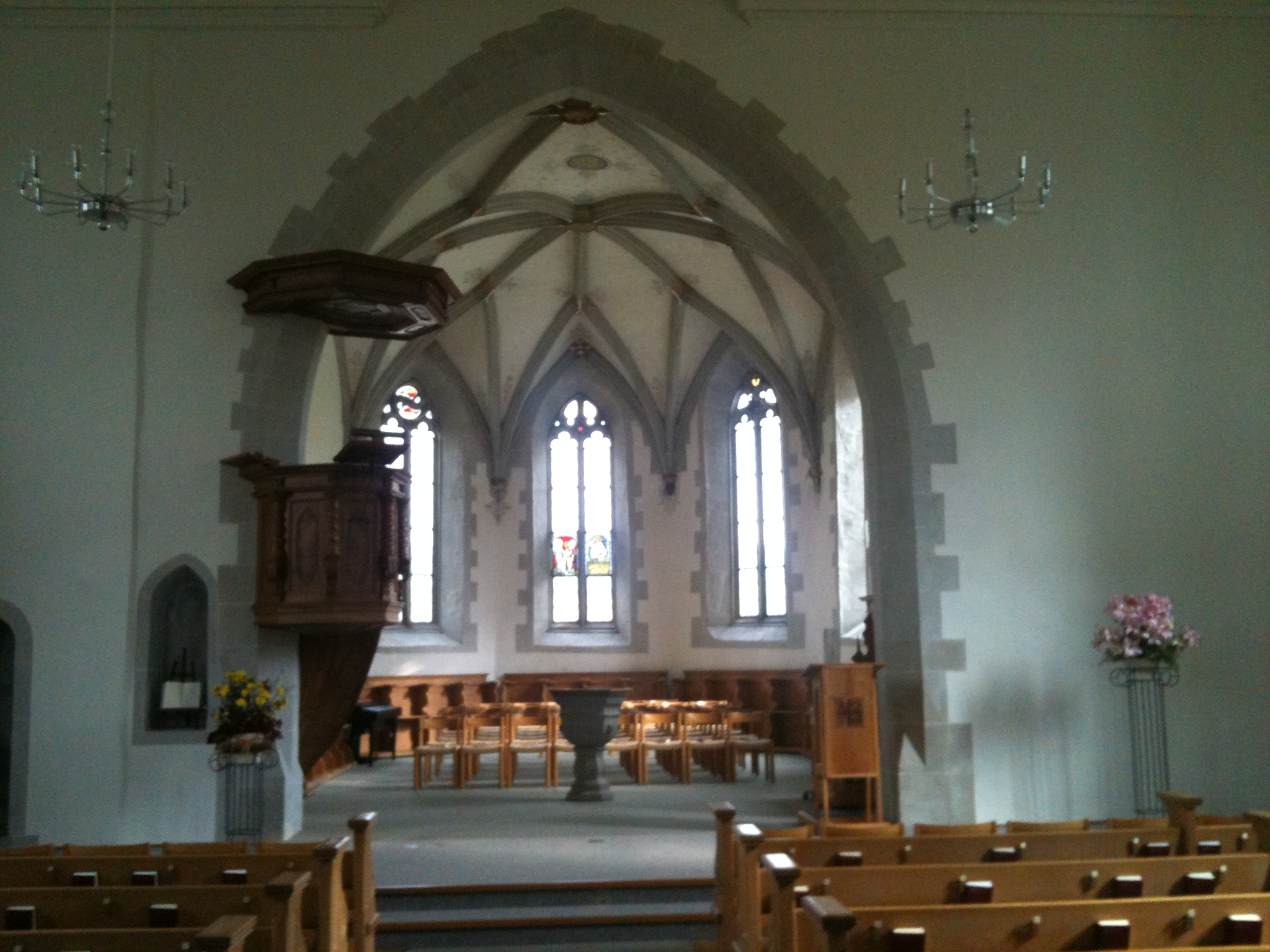
Blick in den spätgotischen Chor

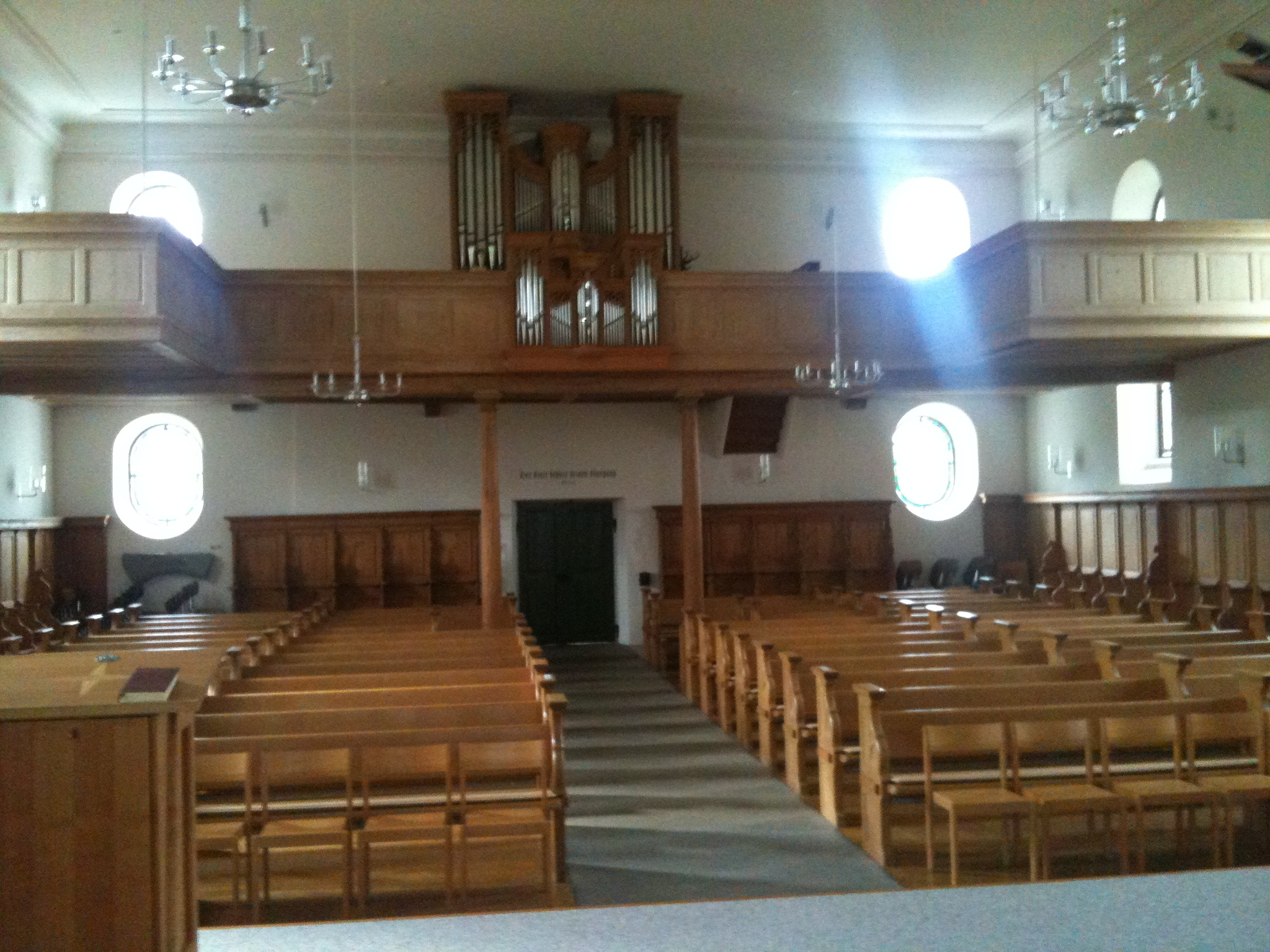
Blick in das Schiff und auf Empore und Orgel

Die Reformierte Kirche Gachnang ist ein denkmalgeschütztes evangelisch-reformiertes Gotteshaus im thurgauischen Gachnang.

## Geschichte

### Ursprünge
Die ersturkundliche Erwähnung geht auf das Jahr 1269 zurück. Dort ist von einem Gachnanger Leutpriester Berchtold von Säckingen die Rede, was eine zugehörige Kirche bedingt.
Die Bausubstanz ist deutlich älter und entstammt dem 10. Jahrhundert, in dem eine Basilika im romanischen Baustil am heutigen Ort vermutet wird.

### Spätmittelalter und Neuzeit
Von 1493 bis 1495 wird nach spätgotischem Konzept der Chor erweitert und der Kirchturm markant erhöht.
In der Zeit des Rokoko 1744–48 wird das Kirchenschiff auf seine heutigen Ausmasse erweitert.
Die heutigen fünf Glocken im Turm wurden im Jahr 1955 von der H. Rüetschi AG in Aarau gegossen.
Die Orgel wurde 1975 von der Orgelwerkstatt Felsberg eingebaut.
Die Kirche hat ein ausladendes Vorzeichen. In dessen Fensterfront wurden 1957 zwei Glasmalereien des Zürcher Künstlers Max Hunziker eingefügt.

### Renovationen
Die Gachnanger Kirche wurde 1640, 1864, 1933, 1971 und 2009 jeweils einer Innenrenovation unterzogen, 1640, 1734, 1838, 1877, 1957 und 1999 einer Aussenrenovation.

## Kirchliche Organisation
Gachnang bildet eine eigenständige Kirchgemeinde innerhalb des Dekanats I: Frauenfeld der Evangelischen Landeskirche des Kantons Thurgau.